# Der Geächtete von Gor
Der Geächtete von Gor (Originaltitel: Outlaw of Gor) ist ein US-amerikanischer Barbarenfilm von John Cardos aus dem Jahr 1988. Der von Cannon Films produzierte Film ist die Fortsetzung von Gor (1987) und basiert auf dem gleichnamigen Roman (1973) von John Norman.

## Handlung
Nach den Ereignissen aus dem ersten Teil hat sich Cabot nie davon erholt, seine große Liebe Talena verloren zu haben. Während einer durchzechten Nacht mit seinem Kollegen Watney werden beide zurück in das Land Gor teleportiert. Cabot nimmt Watney unter seine Fittiche und beide schlagen sich nach Koruba durch. Dort ist die Ankunft zunächst sehr herzlich. Doch die erneute Reise hat einen ernsten Hintergrund: Der Älteste vermutet, dass der Priester Xeno versucht, den Thron an sich zu reißen. Der König Marlenus hat sich derweil mit Lara vermählt. Zunächst gibt es jedoch ein Wiedersehen mit Talena.
Während sich Watney an die Frau des Königs heranmacht, entfaltet sich die Intrige der Königin. Sie vergiftet den König und lässt sich von Watney ein Alibi geben. Cabot, der dies sofort erkennt, wird als Mörder hingestellt. Während Talena gefangen genommen wird, gelingt Talbot mit dem Kleinwüchsigen Hup die Flucht. Lara schickt den Jäger hinter ihnen her und lässt Talena in der Arena gegen ihre Gefolgsleute antreten.
Hup und Cabot wandern durch die Wüste und treffen auf ein Lager von Sklavenhändlern. Dort befreien sie eine junge Sklavin. Anschließend campieren sie in der Wüste und werden während des Schlafes vom Jäger gefangen genommen. Xenos versucht Cabot zurück auf die Erde zu teleportieren, beide Versuche scheitern jedoch. Cabot versucht nun das Volk zu überzeugen und die Verschwörung aufzudecken. Derweil zerbricht die Allianz zwischen Lara und Xenos. Beide versuchen den jeweils anderen zu töten. Aus dem Kampf geht Lara siegreich hervor.
Am nächsten Tag sollen Cabot, Talena, Hup und Watney, der in Ungnade fiel, hingerichtet werden. Als diese Pläne scheitern, weil sich die vier der Scharfrichter erwehren können, schickt Lara ihre Truppen sowie den Jäger. Watney enthüllt jedoch daraufhin die Intrige und erklärt, dass Lara die Mörderin des Königs ist. Der Jäger glaubt ihm und tötet Lara.
Cabot und Talena werden nun zu den Herrschern von Karuba ernannt. Watney jedoch wird zurück auf die Erde teleportiert. Verwirrt landet er mitten auf einer belebten Straße und wird prompt verhaftet.

## Hintergrund
Der Film basiert nur sehr lose auf der Vorlage. Stattdessen übernahmen die Drehbuchautoren Harry Alan Towers und Rick Marx lediglich die Namen der Vorlage und schrieben eine völlig andere Geschichte, die zudem etliche Logiklücken aufweist. Dadurch fehlt aber auch ein großer Teil der von Norman in der Vorlage enthaltenen Misogynie. So findet sich mit Talena eine starke Frauenfigur und auch der Bösewicht des Filmes ist eine Frau.
In Deutschland erschien der Film als Verleihversion über Cannon/VMP sowie als Kaufkassette über Videoplay. Am 26. April 2019 folgte die DVD-Fassung zusammen mit dem ersten Teil über Great Movies. 2020 erschien eine Blu-Ray-Version im Mediabook. Der Film wurde auch als Gor 2 vermarktet.
Der Film wurde 1993 im Rahmen der Reihe Mystery Science Theater 3000 als Episode 114 verwendet.

## Kritiken
Der Film wurde insgesamt noch schlechter bewertet als der erste Teil. Auf Badmovies.org schreibt der Rezensent, der Film habe „nun wirklich gar nichts mehr an Eigenschaften, die auch nur für das dezenteste Anerkenntnis gut wären (…). Es ist ein wirklich mieser, mies gemachter, bodenlos langweiliger und seine Vorlage kilometerweit verfehlender primitiver Fantasystreifen, der selbst für Cannon und/oder Harry Alan Towers ganz besonders lustlos heruntergeschrubbt wurde.“
Auch das Lexikon des internationalen Films ließ kein gutes Wort an dem Film: „Eine wüste Fantasy-Geschichte, die sich wie eine Neuauflage der italienischen Sandalen-Filme der 60er Jahre ausnimmt, mit einer scheußlichen Musik versehen, die sich wie ein zäher Klangteppich über alle Szenen legt.“
Das Film-Jahrbuch 1989 schrieb: „Kein Plot, nicht das geringste Quentchen Spannung, dafür aber reichlich Tits & Ass.“